# Eurema agave millerorum
Eurema agave subsp. millerorum es una mariposa perteneciente a la familia Pieridae.

## Descripción
Esta es una mariposa pequeña,  sus alas en la superficie son de color blanco dorsalmente con escamas oscuras que forman una banda ancha desde ápice y subapical pasado por el la región marginal y submarginal has la vena Cu2.  Cerca del margen costal tiene otra banda con escamas negras y blancas observando un negro difumidado, esta banda inicia desde la región basa y continua hasta la región postdiscal haciéndose más difusa sin tocar la de la banda subapical descrita arriba. Tanto el margen costal y externo es redondo y el anal es curvo de las alas anteriores a las posteriores los márgenes son redondos. En las alas posteriores el color de fondo es de color blanco. y las áreas descritas con escamas negras en vista ventral son con escamas amarillas y se translucen las áreas mencionadas en la vista dorsal, presenta un punto pequeño oscuro en el ápice de la célula discal.

## Distribución
Sureste de México a Costa Rica. En México ha sido registrada en pocos estados como Chiapas, Tabasco, Veracruz, y Tamaulipas.

## Hábitat
E. a. millerorum parece estar relacionada con las áreas de vegetación secundaria de la selva tropical húmeda de México, También el mismo autor que la describe menciona que las poblaciones de este taxón están ligadas a áreas altitudinalmente bajas e inundables, marginales a bosque tropical perennifolio.

## Estado de conservación
No esta enlistada en la NOM-059, ni tampoco evaluada por la UICN. Sin embargo, hay pocos registros en México. 